# Triángulo de Bridgewater

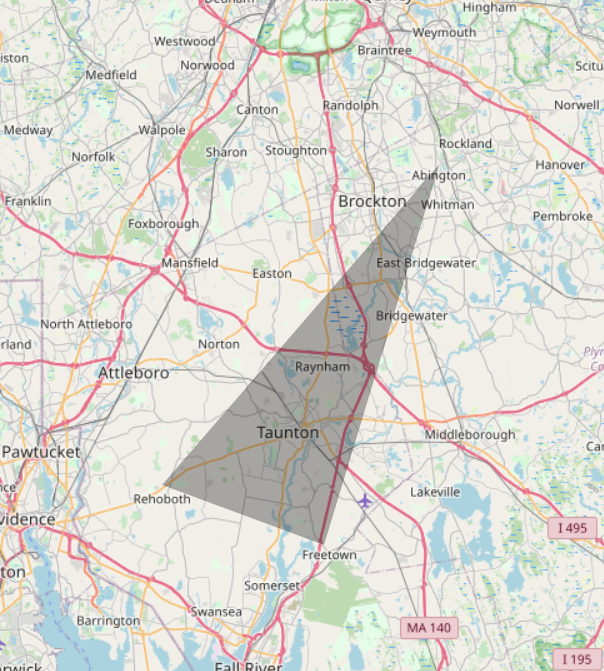
Triángulo de Bridgewater

El Triángulo de Bridgewater es un área de cerca de 200 millas cuadradas (520 km²) en el sureste de Massachusetts en los Estados Unidos. Es famoso porque se afirmaba que es un sitio de presuntos fenómenos paranormales, que van desde avistamientos de OVNIs, a apariciones de bolas de fuego o luminarias, avistamientos de Bigfoot, hallazgos de serpientes y pájaros gigantes, mutilación de ganado, asesinatos con fines satánicos realizados por el asesino Carl Drew y otros fenómenos.
El triángulo abarca por sus "tres puntas" las ciudades de Abington, Rehoboth y Freetown. Es un área de aproximadamente 300 kilómetros cuadrados situada en la parte sureste del estado. En el centro se halla el Pantano Hockomock, que en el idioma de los indios Wampanoag significa "el lugar donde habitan los espíritus".